# Rosamunde Quartett

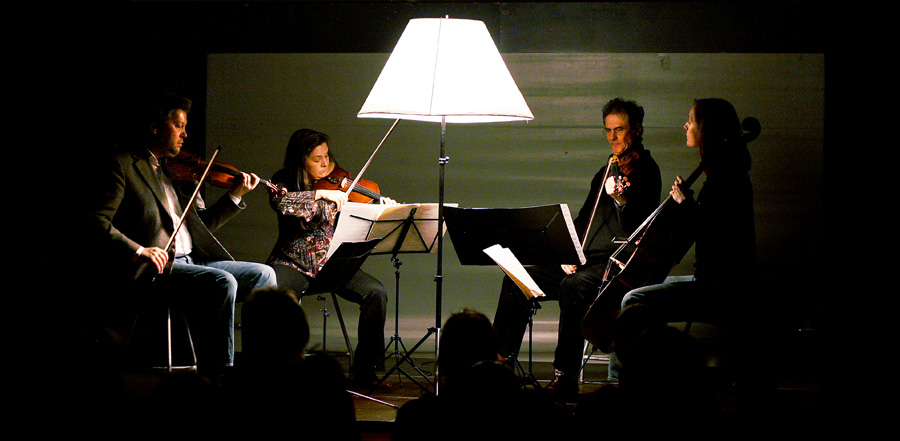
Rosamunde-Quartett (2007)

Das Rosamunde Quartett war ein 1992 gegründetes deutsches Streichquartett, das bis 2009 bestand. Mitglieder waren Andreas Reiner und Diane Pascal (Violine), Helmut Nicolai (Viola) und Anja Lechner (Violoncello). Der Name des Ensembles geht auf Franz Schuberts Streichquartett Nr. 13 „Rosamunde“ zurück.
Sein z. T. auch auf CD veröffentlichtes Repertoire reichte von Henry Purcell und Joseph Haydn bis zu neuer Musik (Thomas Larcher, Tigran Mansurjan) und Weltmusik (Dino Saluzzi). Eine Einspielung von Werken des Komponisten Valentin Silvestrov wurde 2003 für einen Grammy nominiert.
Einem breiteren Publikum wurde das Quartett durch die ARD-Produktion Mit dem Rosamunde Quartett unterwegs bekannt.

## Diskographie
- Othmar Schoeck: Notturno – fünf Sätze für Streichquartett und eine Singstimme nach Gedichten von Nikolaus Lenau und einem Fragment von Gottfried Keller, op. 47, 2009 ECM New Series 2061
- IXXU (Thomas Larcher mit Rosamunde Quartett), 2005 ECM Records (Preis der deutschen Schallplattenkritik)
- Tigran Mansurjan: Streichquartette, 2005 ECM Records
- leggiero, pesante (Grammy-Nominierung 2003), ECM New Series 1776
- Joseph Haydn: Seven Words – Die sieben letzten Worte unseres Erlösers am Kreuze, Streichquartett op. 51, ECM New Series 1756
- Kultrum, Dino Saluzzi (Bandoneon) mit dem Rosamunde Quartett, ECM New Series 1638
- Werke von Webern, Schostakowitsch & Burian, ECM New Series 1629 (Preis der deutschen Schallplattenkritik)
- Werke von Schubert & Goldmark, Berlin Classics 0011112BC
- Joseph Haydn: Streichquartette (Lerchenquartett, Reiterquartett, Kaiserquartett), Berlin Classics 0011272BC